# Počátky
Počátky (niem. Potschatek) – miasto w Czechach, w kraju Wysoczyna.
Według danych z 31 grudnia 2003 powierzchnia miasta wynosiła 3 084 ha, a liczba jego mieszkańców 2 719 osób.

## Demografia
| Rok             | 1970  | 1980  | 1991  | 2001  | 2003  | 2014  |
| --------------- | ----- | ----- | ----- | ----- | ----- | ----- |
| Liczba ludności | 2 633 | 3 048 | 2 856 | 2 755 | 2 719 | 2 568 |

Źródło: Czeski Urząd Statystyczny

## Współpraca
Miejscowość partnerska:
- Konolfingen, Szwajcaria